# 21. децембар
21. децембар (21.12.) је 355. дан године по грегоријанском календару (356. у преступној години). До краја године има још 10 дана.

## Догађаји
- 69 — Веспазијан прихваћен за римског цара чиме је окончана политичка криза започета уклањањем Нерона 68. године (Година четири цара).
- 1124 — Ламберто Сканабеки је постао папа под именом Хонорије II.
- 1781 — Аустријски цар Јосиф II Едиктом о толеранцији признао слободу вероисповести и одузео католичкој цркви положај државне цркве.
- 1881 — У Београду основано Друштво новинара Србије, једно од најстаријих у Европи. У Београду тада излазила 22 листа и часописа. Председник првог Управног одбора Друштва био српски писац Лаза Костић, тада уредник "Српске независности“.
- 1920 — Рудари рудника Крека код Тузле се придружују генералном штрајку рудара Словеније. Штрајк ће да прерасте у крвави оружани сукоб, познатији као „Хусинска буна“.
- 1937 — У Холивуду одржана премијера филма Волта Дизнија "Снежана и седам патуљака", првог целовечерњег цртаног филма у филмској историји.
- 1941 — Формирана I пролетерска НОУ бригада у Рудом.
- 1948 — У Ирској потписан закон о конституисању Ирске Републике. Ирска 1949. прогласила пуну независност од Уједињеног Краљевства и иступила из Комонвелта.
- 1958 — Генерал Шарл де Гол изабран за првог председника Пете републике.
- 1967 — Луј Вашкански, први човек којем је пресађено срце, умро у јужноафричком граду Кејптауну 18 дана после операције.
- 1968 — Лансирана је мисије Аполо 8 из свемирског центра Кенеди, која је одвела своју посаду по први пут у Месечеву орбиту.
- 1972 — Источна и Западна Немачка потписале уговор о добросуседским односима и успоставиле дипломатске везе, формално окончавши непријатељство које је трајало више од две деценије. Тиме отворен пут и за међународно признање Источне Немачке.
- 1973 — У Женеви отворена прва мировна конференција посвећена Израелу и његовим арапским суседима. У раду конференције учествовали Јордан, Израел, Египат, САД, СССР и Уједињене нације.
- 1979 — У Уједињеном Краљевству потписан мировни уговор којим су окончани седмогодишњи герилски рат у Родезији и 15-годишња побуна против британске круне.
- 1988 — Авион америчке компаније "Пан Ам" на линији Лондон-Њујорк експлодирао изнад шкотског места Локерби. У несрећи погинуло свих 259 људи у "боингу 747" и 11 на земљи. Либија касније оптужена да је одговорна за тај терористички акт.
- 1990 — Влада Албаније наредила уклањање свих Стаљинових статуа и свих симбола који носе његово име.
- 1993 — Председник Русије Борис Јељцин распустио Министарство безбедности, бивши КГБ, јер га није благовремено упозорило на опасан развој догађаја у земљи и рекао да институцију која је деценијама застрашивала грађане није могуће реформисати.
- 1997 — У другом кругу председничких избора у Србији, на које је изашло 50,98% бирача, победио, с 59,23% гласова, Милан Милутиновић, кандидат коалиције Социјалистичке партије Србије, Југословенске левице и Нове демократије. Његов ривал Војислав Шешељ добио 37,57% гласова.
- 2001 — Председник Аргентине Фернандо де ла Руа поднео оставку после жестоких сукоба демонстраната и полиције у највећим социјалним немирима у историји Аргентине и пошто је перонистичка опозиција одбила да му да подршку.
- 2007 — Естонија, Летонија, Литванија, Мађарска, Малта, Пољска, Словачка, Словенија и Чешка почеле да примењују одредбе Шенгенског споразума на копненим и поморским границама.

## Рођења
- 1804 — Бенџамин Дизраели, енглески државник и писац. (прем. 1881)[1]
- 1892 — Ребека Вест, енглеска књижевница. (прем. 1983)[2]
- 1896 — Константин Рокосовски, совјетски војсковођа. (прем. 1968)[3]
- 1917 — Хајнрих Бел, немачки књижевник, добитник Нобелове награде за књижевност (1972). (прем. 1985)[4]
- 1920 — Алисија Алонсо, кубанска балерина. (прем. 2019)[5]
- 1937 — Џејн Фонда, америчка глумица и модел.[6]
- 1940 — Френк Запа, амерички музичар и сатиричар. (прем. 1993)[7]
- 1941 — Радослав Бечејац, српски фудбалер.[8]
- 1948 — Самјуел Л. Џексон, амерички глумац и продуцент.[9]
- 1953 — Светислав Басара, српски писац.
- 1954 — Крис Еверт, америчка тенисерка.[10]
- 1959 — Флоренс Грифит Џојнер, америчка атлетичарка. (прем. 1998)[11]
- 1961 — Драгослав Огњановић, српски адвокат. (прем. 2018)
- 1963 — Дмитриј Рогозин, руски политичар, дипломата и доктор филозофских наука.
- 1965 — Енди Дик, амерички комичар, глумац, музичар и продуцент.
- 1966 — Кифер Садерланд, канадски глумац, продуцент, редитељ и музичар.[12]
- 1967 — Катарина Гојковић, српска глумица.[13]
- 1967 — Михаил Сакашвили, грузијско-украјински политичар, 3. председник Грузије (2004—2013).[14]
- 1969 — Жили Делпи, француска глумица, музичарка, редитељка и сценаристкиња.[15]
- 1975 — Палома Херера, аргентинска балерина.
- 1977 — Емануел Макрон, француски политичар и економиста, председник Француске.[16]
- 1990 — Милош Ћук, српски ватерполиста.
- 1992 — Лука Милуновић, српски фудбалер.[17]
- 1997 — Мадлин Клајн, америчка глумица.
- 2000 — Јам Мадар, израелски кошаркаш.

## Смрти
- 1375 — Ђовани Бокачо, италијански писац. (рођ. 1313)[18]
- 1940 — Френсис Скот Фицџералд, амерички писац.[19]
- 1945 — Џорџ Смит Патон, амерички генерал. (рођ. 1885)[20]
- 1972 — Паул Хаусер, нацистички официр (рођ. 1880)[21]
- 2000 — Вера Дедовић, српска глумица (рођ. 1969)[22]
- 2006 — Сапармурат Нијазов, председник Туркменистана, један од најауторитарнијих диктатора на свету. (рођ. 1940)[23]

## Празници и дани сећања
- Српска православна црква данас прославља
  - Преподобни Патапије
  - Свети апостоли Состен, Аполос и други